# Болотница (Ленинградская область)
Боло́тница — деревня в Любанском городском поселении Тосненского района Ленинградской области.

## История
На карте Санкт-Петербургской губернии Я. Ф. Шмидта 1770 года упоминается как деревня Болотницы.

БОЛОТНИЦА — деревня при реке Болотнице на Петербургском шоссе, Болотницкого сельского общества, прихода села Любань.
 
Крестьянских дворов — 25. Строений — 89, в том числе жилых — 29.

Мелочная лавка. Два постоялых двора. Два питейных дома.

Число жителей по семейным спискам 1879 г.: 74 м. п., 81 ж. п.; по приходским сведениям 1879 г.: 72 м. п., 78 ж. п. (1884 год)

В конце XIX — начале XX века деревня административно относилась к Любанской волости 1-го стана 1-го земского участка Новгородского уезда Новгородской губернии.

БОЛОТНИЦА — деревня Болотницкого сельского общества, дворов — 29, жилых домов — 39, число жителей: 87 м. п., 97 ж. п. 

Занятия жителей — земледелие, отхожие промыслы, служба на ж. д. Часовня. Хлебозапасный магазин. (1907 год)

В начале XX века близ деревни у болота находился жальник.
В 1917 году, согласно военно-топографической карте Петроградской и Новгородской губерний, Болотница насчитывала 20 дворов.
С 1917 по 1927 год деревня Болотницы входила в состав Любанской волости Новгородского уезда Новгородской губернии.
С 1927 года в составе Любанского района Ленинградской области.
С 1930 года в составе Тосненского района.
По данным 1933 года деревня называлась Болотница и входила в состав Любанского сельсовета Тосненского района.

План деревни Болотница. 1937 год

Согласно топографической карте 1937 года деревня насчитывала 62 крестьянских двора, в деревне была своя школа.
В 1940 году население деревни составляло 327 человек.
Деревня была освобождена от немецко-фашистских оккупантов 28 января 1944 года.
В 1958 году население деревни Болотницы составляло 137 человек.
По данным 1966 и 1973 годов деревня называлась Болотница и также входила в состав Любанского сельсовета.
По данным 1990 года деревня Болотница находилась в административном подчинении Рябовского поселкового совета Тосненского района.
В 1997 году в деревне Болотница Рябовского поссовета проживали 27 человек, в 2002 году — 41 человек (русские — 98 %).
В 2007 году в деревне Болотница Любанского ГП проживали 25 человек.

## География
Деревня расположена в центральной части района на автодороге М10 (E 105) «Россия» (Москва — Санкт-Петербург).
Расстояние до административного центра поселения — 5 км.
Расстояние до ближайшей железнодорожной платформы Болотницкая — 1 км. Через деревню проходит районный автобусный маршрут № 320 Тосно — станция Любань.
Через деревню протекает река Болотница.

## Демография
| 2007 | 2010 | 2017 |
| ---- | ---- | ---- |
| 25   | ↗28  | →28  |

## Фото

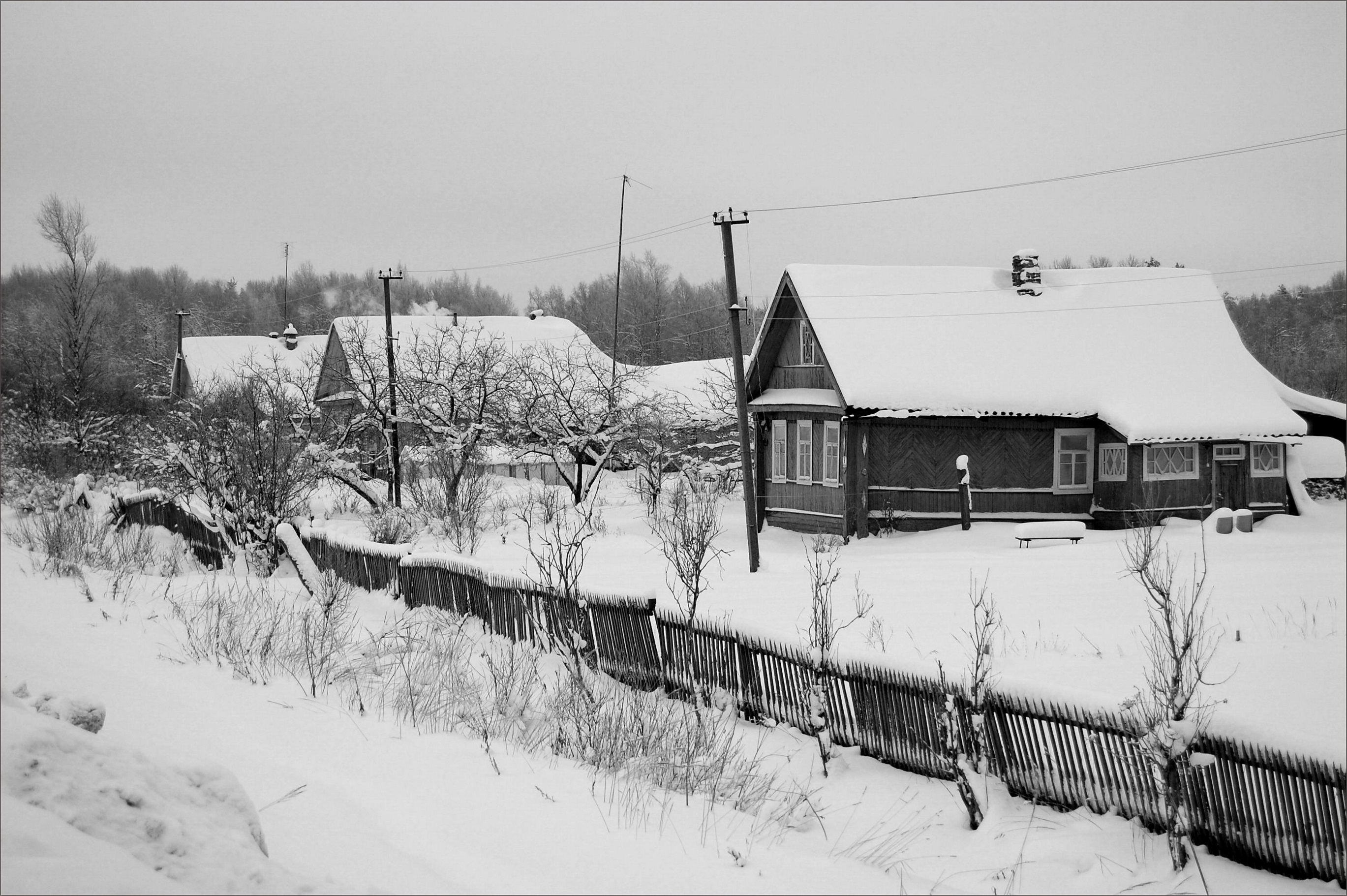
Зима в деревне Болотница. 2010 год

## Улицы
Московское шоссе.